# Casimiro del Rosario
Casimiro del Rosario (Bantayan, 13 juni 1896 - 15 september 1982) was een Filipijns wetenschapper. Del Rosario was een pionier in de natuurkunde, meteorologie en sterrenkunde en werd in 1983 benoemd tot nationaal wetenschapper van de Filipijnen.

## Biografie
Casimiro del Rosario werd geboren op 13 juni 1896 in Bantayan in de Filipijnse provincie Cebu. Zijn ouders waren Pantaleon del Rosario en Benita Villacin. Na het voltooien van de Cebu High School studeerde hij scheikunde aan de University of the Philippines en behaalde daar in 1918 zijn bachelordiploma. Del Rosario doceerde vervolgend enige tijd aan zijn alma mater, waarna hij vertrok naar de Verenigde Staten voor verdere studie. Hij voltooide er zijn masteropleiding natuurkunde aan Yale en promoveerde in 1932 aan dezelfde onderwijsinstelling.
Na zijn promoveren doceerde hij aan de faculteit Natuurkunde van de University of the Philippines in Los Baños. Later werd hij benoemd tot decaan van deze faculteit. Van 1946 tot 1958 was del Rosario hoofd van de Weather Bureau.
Als wetenschapper deed Santos onder meer onderzoek naar ultra-violet licht en de verschillende golflengten van dat licht. Ook onderzocht hij ioniserende straling en de effecten daarvan en elektrische ontladingen in hoog vacuüm. Hij ontving voor zijn werk diverse onderscheidingen zoals de Presidential Award in 1965. Ook ontving hij de University of the Philippines Alumni Award en werd hij in 1982 benoemd tot nationaal wetenschapper van de Filipijnen.
Del Rosario overleed in 1982 op 86-jarige leeftijd. Hij was getrouwd met Esperanza Quano.